# Carlos Mendes Gomes
Carlos Mendes Gomes (* 14. November 1998 in Dakar, Senegal) ist ein guinea-bissauischer Fußballspieler.

## Karriere

### Klub
Nachdem er mit 15 Jahren nach Madrid gekommen war, spielte er ab nun für Getafe sowie später für Atlético Madrid, wo er bis inklusive zur U19 verblieb. Nachdem seine Eltern nach England zogen, zog es ihn nach Salford. Nachdem er aber aufgrund seiner fehlenden Sprachkenntnisse erst einmal für ein Jahr nicht mehr Fußball gespielt hatte, trat er ab der Saison 2016/17 für West Didsbury & Chorlton an, wo er unterklassig für zwei Spielzeiten aktiv war.
Im Mai 2018 wurde er schließlich vom FC Morecambe unter Vertrag genommen, von dessen Scouts er entdeckt wurde. Dort erhielt er in der League Two sein Debüt am 4. Spieltag der Saison 2018/19 bei einem 1:0-Sieg über Northampton, bei welchen er kurz vor Schluss eingewechselt wurde. Nach drei Spielzeiten hier, in denen er spätestens ab der Spielrunde 2020/21 zum Stammspieler wurde, schloss er sich im Sommer 2021 schließlich Luton Town in der Championship an.
Gleich zum Start der Saison 2021/22 kam er so zu seinem Liga-Debüt gegen Peterborough. Es folgten zwar danach noch mehr Einsätze, jedoch kamen diese nach Oktober 2021 nur noch vereinzelt, wodurch er zur darauffolgenden Spielzeit erst einmal an Fleetwood Town in die League One ausgeliehen wurde. Dort kam er dann auch wieder mehr zum Einsatz und erzielte in 32 Partien sieben Tore für sein Team. Nach seiner Rückkehr zu Luton verblieb er aber nicht beim späteren Premier-League-Aufsteiger, sondern spielt seit der Spielzeit 2023/24 für die Bolton Wanderers wieder in der League One.

### Nationalmannschaft
Sein erstes Länderspiel im Trikot der guinea-bissauischen A-Nationalmannschaft hatte er am 20. November 2023 bei einem 1:0-Sieg über Dschibuti innerhalb der Qualifikation für die Weltmeisterschaft 2026.
Anfang 2024 nahm er mit der Mannschaft am Afrika-Cup 2024 teil und kam beim Turnier bis zum Ausscheiden nach der Gruppenphase in allen drei Gruppenspielen zum Einsatz.